# Oreste De Gaspari
Oreste De Gaspari (Potenza, 10 dicembre 1864 – Genova, 12 novembre 1933) è stato un generale italiano, decorato di Medaglia d'oro al valor militare nel corso della prima guerra mondiale. Comandante del 14º Reggimento bersaglieri, della Brigata Como, del 1º Raggruppamento d'assalto, e della Brigata Roma, nel 1923, per la riconquista di Agedabia, ricevette la Croce di Cavaliere dell'Ordine militare di Savoia. Decorato anche di Medaglia d'argento, di bronzo e della Croce di guerra al valor militare.

## Biografia
Nacque a Potenza il 10 dicembre 1864, figlio di Marcello ed Anna Adelaide Speroni. Arruolatosi nel Regio Esercito entrò come Allievo ufficiale nella Regia Accademia Militare di Fanteria e Cavalleria di Modena, da cui uscì nel 1883 con il grado di sottotenente assegnato all'arma di fanteria. Come primo servizio fu assegnato al 53º Reggimento fanteria "Umbria", venendo promosso tenente nel 1887, e poco tempo dopo assunse l'incarico di Ufficiale d'ordinanza del generale di corpo d'armata Lucchino Dal Verme, Sottosegretario alla guerra del governo Di Rudinì. Divenne capitano nel 1898 e fu trasferito al corpo dei bersaglieri, assegnato al 2º Reggimento bersaglieri, partendo quindi per la Cina al seguito del corpo di spedizione italiano che doveva partecipare alla repressione della rivolta dei Boxer nel 1900.
Ricevuto un encomio solenne, fu rimpatriato ed assegnato al 12º Reggimento bersaglieri. Promosso maggiore nel settembre 1910, ritornò in servizio presso il 2º Reggimento bersaglieri nel maggio 1915, quando fu promosso tenente colonnello.  All'atto dell'entrata in guerra del Regno d'Italia, avvenuta il 24 dello stesso mese, al comando del II Battaglione oltrepassò il confine al Passo di Cereda, nella Val Cordevole. Qualche mese dopo divenne colonnello assumendo il comando del 138º Reggimento fanteria, e nel mese di novembre venne decorato con la Medaglia di bronzo al valor militare per un'azione sul Monte Sei Busi, sul Carso. Nel maggio 1916 divenne comandante del 14º Reggimento bersaglieri, che comandò nei combattimenti sull'altopiano di Asiago, nel corso della Strafexpedition.  Il 6 luglio dello stesso anno, nel corso della controffensiva italiana, rimase gravemente ferito a una gamba sul Monte Zebio, subendo anche l'amputazione della mano sinistra. Decorato di Medaglia d'argento al valor militare, dopo la convalescenza rientrò in zona di operazioni al comando della Brigata Como, venendo decorato della Croce di guerra al valor militare per la difesa dei Solaroli, sul Monte Grappa, nel corso della battaglia del solstizio (giugno 1918). Promosso brigadiere generale  nell'ottobre dello stesso anno, assunse il comando del 1º Raggruppamento d'assalto e si distinse durante la battaglia di Vittorio Veneto, superando il corso del fiume Piave.
Per questo fatto venne insignito della Medaglia d'oro al valor militare. Dopo la firma dell'armistizio di Villa Giusti e la seguente cessazione delle ostilità, fu mandato in Tripolitania e nel 1920 divenne comandante delle truppe della Cirenaica. Promosso generale di brigata, nel dicembre 1923 ricevette la Croce di Cavaliere dell'Ordine militare di Savoia per la conquista di Agedabia. Rientrato in Italia assunse il comandò della Brigata Roma, venendo posto in posizione di riserva nell'ottobre 1924.
Si spense a Genova il 12 novembre 1933. La città di Genova gli ha intitolato una via nel quartiere di Albaro.

### Fonti
1. 1 2 3 4 5 6 7 8 9 10 11  Fiamma Cremisi n.5, settembre-ottobre 2018, p. 18.
2. 1 2 3 4 5 6 7 8 9  Combattenti Liberazione.
3. ↑  La Gazzetta del Mezzogiorno.
4. ↑   Bollettino ufficiale delle nomine, promozioni e destinazioni negli ufficiali e sottufficiali del R. esercito italiano e nel personale dell'amministrazione militare, 1924,  p. 1611. URL consultato il 18 settembre 2019.
5. ↑  Sito web del Quirinale: dettaglio decorato.
6. ↑   Dettaglio decorato De Gasperi Oreste, su quirinale.it. URL consultato il 13 febbraio 2018.